# Bobby Jenks
Bobby Jenks (Mission Hills, 14 de março de 1981 – Sintra, 4 de julho de 2025) foi um jogador profissional de beisebol norte-americano.

## Carreira
Bobby Jenks foi campeão da World Series 2005 jogando pelo Chicago White Sox. Na série de partidas decisiva, sua equipe venceu o Houston Astros por 4 jogos a 0. Morreu no dia 4 de julho aos 44 anos após uma batalha contra um adenocarcinoma, um tipo de câncer de estômago.